# Jiří Mahen
Pour les articles homonymes, voir Mahen.
Jiří Mahen, né le 12 décembre 1882 à Čáslav (alors dans l'Empire austro-hongrois) et mort le 22 mai 1939 à Brünn (protectorat de Bohême-Moravie), est un romancier, dramaturge et essayiste tchécoslovaque.

## Biographie

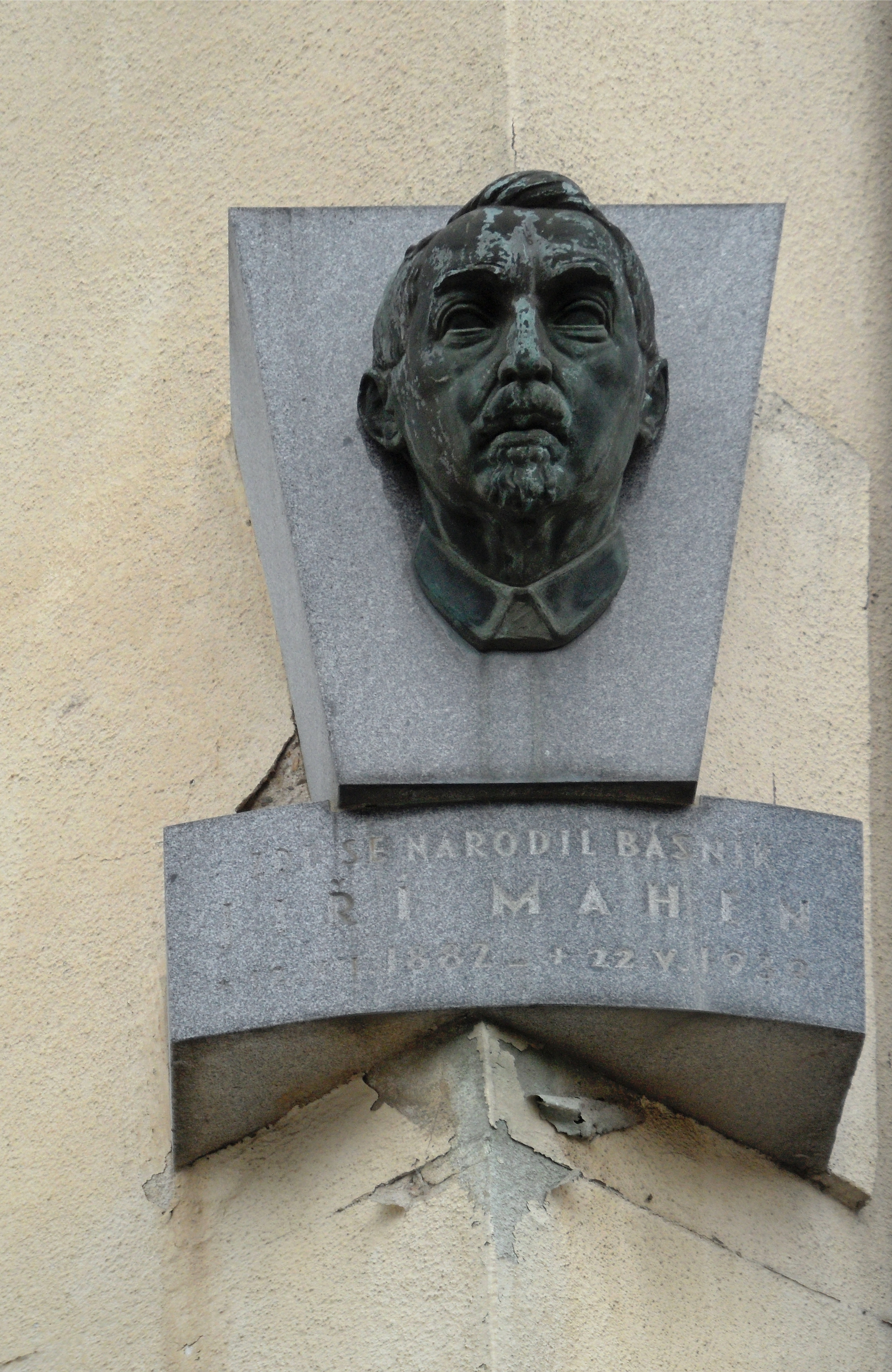
Plaque commémorative de Jiří Mahen à Čáslav, son lieu de naissance

Jiří Mahen naît Antonín Vančura, à Čáslav, dans une ancienne famille noble de la foi des frères de Bohême. Dans ses années de lycée, il devient anarchiste. Il étudie ensuite la linguistique des langues tchèque et allemande à l'Université de Prague. Après 1910, il travaille comme journaliste pour Lidové noviny, l'un des principaux journaux tchèques. Dans les années 1920, il devient directeur de la bibliothèque municipale de Brno. En 1939, en raison de la dépression consécutive à l'occupation de la Tchécoslovaquie par Hitler, il se suicide le 22 mai à Brno.
Mahen était le cousin du romancier Vladislav Vančura.

## Travail
Ses textes les plus importants sont les romans Kamarádi svobody (Amis de la liberté) et Měsíc (La Lune), roman de poésie, le théâtre joue Mrtvé moře (Mer morte), écrit en 1917, Jánošík (Janosik), en 1910, et Generace (Génération), en 1921. Il est l'auteur de nombreux essais, dont Rybářská knížka (livre des pêcheurs), écrit en 1921, est le plus connu.

## Hommage
- La bibliothèque de la ville de Brno, Mahenova knihovna (bibliothèque de Mahen), porte son nom.